# Polke di Johann Strauss (figlio)
Questo è un elenco non completo delle polke scritte dal compositore austriaco Johann Strauss (figlio).
- Explosions-Polka op. 43 Esplosioni (1847)
- Liguorianer Seufzer Scherz-Polka op. 57 Sospiro dei Liguoriani (1848)
- Geisseihiebe-Polka op. 60 Colpi di frusta (1849)
- Albion-Polka op. 102 (1851)
- Annen-Polka op. 117 Anna (1852)
- Haute-volee op. 155 Alta società (1854)
- Schnellpost op. 159 Posta celere (1854)
- Marie Taglioni-Polka op. 173 Polka di Maria Taglioni (1856)
- L'Enfantillage-Polka  op. 202 (1858)
- Hellenen-Polka  op. 203 (1858)
- Champagner-Polka op. 211 Polka dello Champagne (1858)
- Tritsch-Tratsch-Polka op. 214 Chiacchiericcio (1858)
- Der Kobold op. 226 Il Folletto (1859)
- Die Pariserin op. 238 La Parigina (1860)
- Maskenzug op. 240 (1860)
- Perpetuum mobile. Ein musikalischer Scherz op. 257 Moto perpetuo (1861)
- Furioso-Polka op. 260 (1861)
- Lucifer-Polka op. 266 (1861)
- Demolirer-Polka op. 269 Demolitori (1862)
- Bauern-Polka op. 276 Polka dei contadini (1863)
- Vergnügungszug op. 281 Treno dei divertimenti (1864)
- S gibt nur a Kaiserstadt,'s gibt nur a Wien! op. 291 C'è una sola città imperiale, c'è una sola Vienna (1864)
- Process-Polka op. 294
- Kreuzfidel op. 301 (1865)
- Lob der Frauen op. 315 Lode alla donna (1867)
- Leichtes Blut op. 319 A cuor leggero! (1867)
- Figaro-Polka op. 320 (1867)
- Stadt und Land op. 322 Città e Campagna (1868)
- Ein Herz, ein Sinn! op. 323 Un cuore, un'anima! (1868)
- Unter Donner und Blitz op. 324 Sotto tuoni e lampi (1868)
- Freikugeln op. 326 Pallottole libere (1868)
- Sangerlust op. 328 Gioia dei cantanti
- Fata Morgana op. 330 (1869)
- Éljen a Magyar! op. 332 Viva gli ungheresi! (1869)
- Im Krapfenwald'l op. 336 Nel bosco di Krapfen (1869)
- Pizzicato Polka op. 234 (1870)
- Im Sturmschritt op. 348 A passo di carica! (1871)
- Die Bajadere op. 351 La bajadera (1871)
- Vom Donaustrande op. 356 Dalle rive del Danubio (1873)
- Fledermaus-Polka op. 362 (1874)
- Tik-Tak-Polka op. 365 (1874)
- An der Moldau op. 366 (1874)
- Glucklich ist, wer vergißt op. 368 (1874)
- Bitte schön! op. 372 Per favore! (1875)
- Auf der Jagd! op.373 A caccia! (1875)
- Banditen-Galopp op. 378 Galoppo dei banditi (1877)
- Frisch Heran! op. 386 (1880)
- Sturmisch in Lieb' und Tanz op. 393 Tempestoso nella danza e nell'amore (1881)
- Rasch in der Tat! op. 409 Rapidi in questo! (1883)
- So angstlich sind wir nicht! op. 413 Noi non siamo così paurosi! (1884)
- Kriegsabenteuer op. 419 Avventure di guerra (1885)
- Auf zum Tanze! op. 436 A danzare! (1888)
- Durch's Telephon op. 439 Tramite il telefono (1890)
- Unparteiische Kritiken op. 442 Critiche Imparziali (1892)
- Diplomaten-Polka op. 448 Polka dei Diplomatici (1893)
- Das comitat geht in die Höh'! op. 457 Il nostro distretto va in alto! (1894)